# Aciurina opaca
Aciurina opaca är en tvåvingeart som först beskrevs av Daniel William Coquillett 1899.  Aciurina opaca ingår i släktet Aciurina och familjen borrflugor. Inga underarter finns listade i Catalogue of Life.